# پابلو هرناندز (بازیکن فوتبال، زاده ۱۹۸۵)
پابلو هرناندز (انگلیسی: Pablo Hernández؛ زادهٔ ۱۱ آوریل ۱۹۸۵) بازیکن فوتبال اهل اسپانیا است. وی همچنین در تیم ملی فوتبال اسپانیا بازی کرده‌است.